# 斑鱈鱸
斑鱈鱸為輻鰭魚綱鱸形目鱸亞目真鱸科的一種，為温帶淡水魚，分布於澳洲東南部及塔斯馬尼亞島淡水流域，為特有種，體長可達60公分，棲息在水質清澈溪流底層水域，以甲殼類及小魚為食，生活習性不明，可做為食用魚、遊釣魚及觀賞魚。